# Faema (equip ciclista)

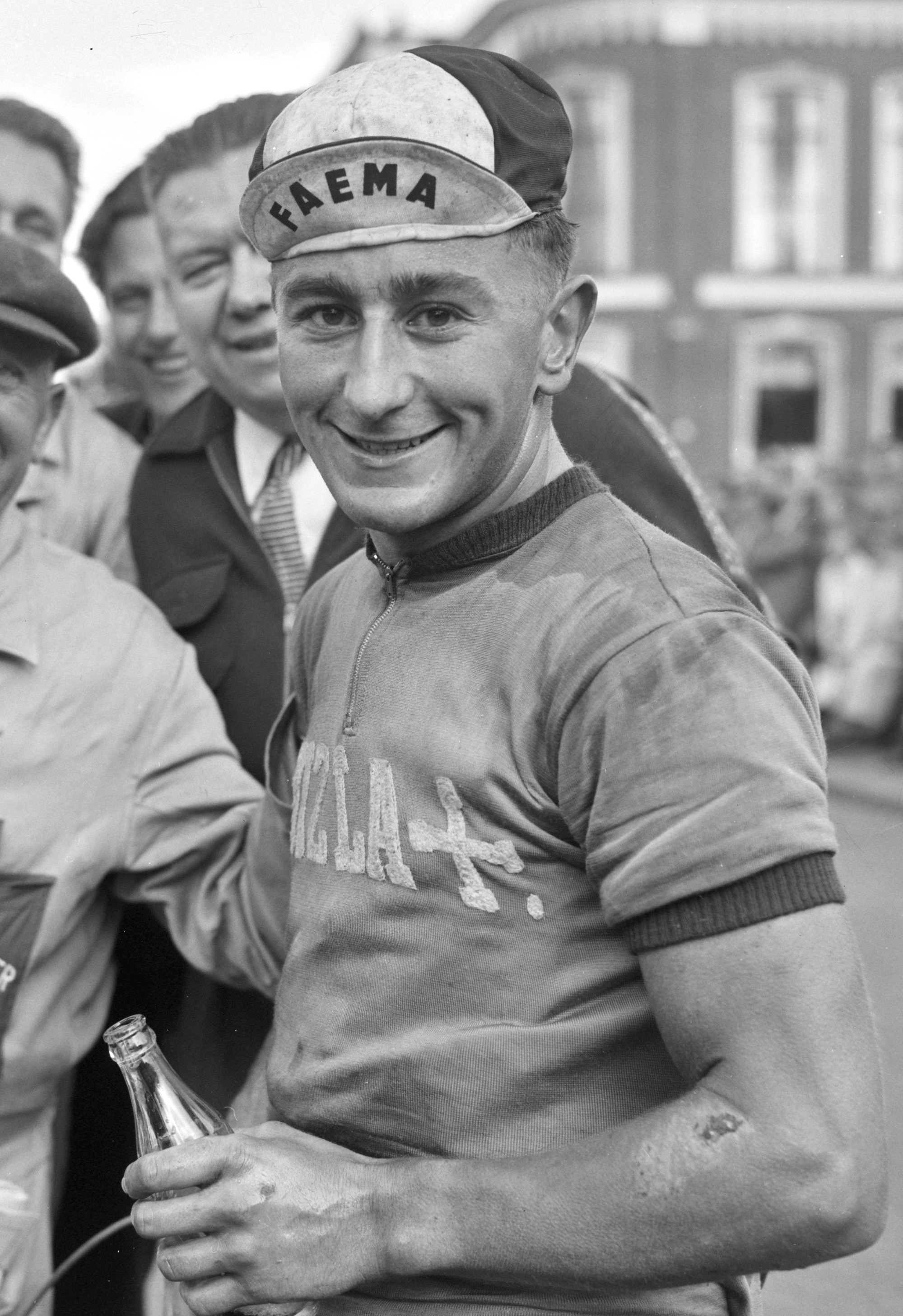
Willy Vannitsen al 1956

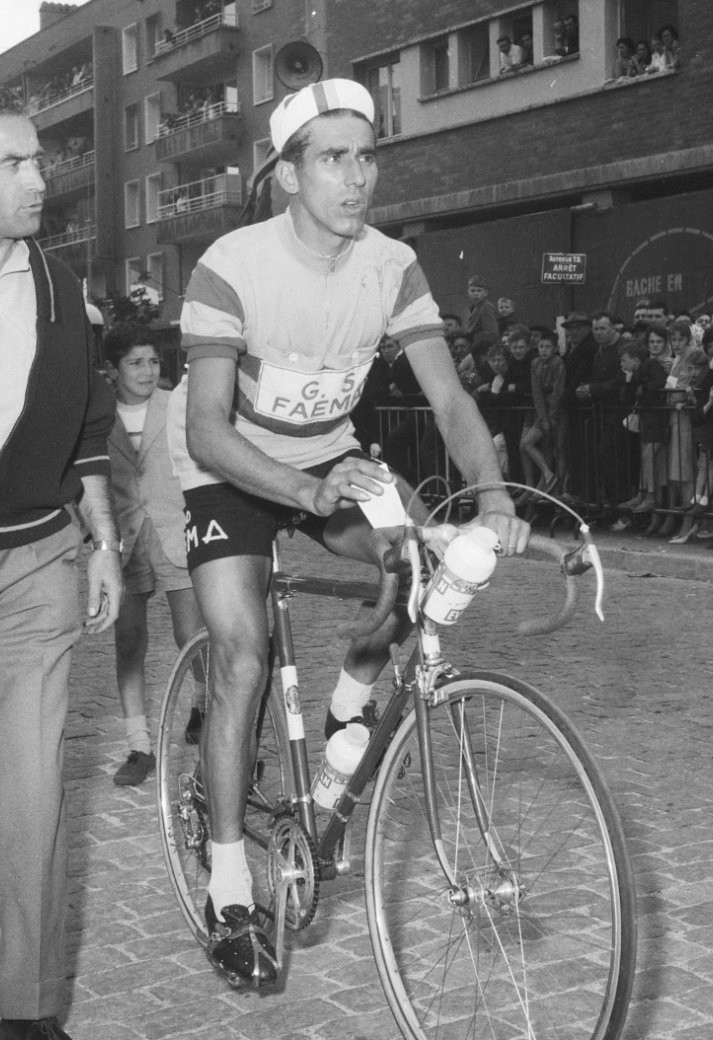
Federico Bahamontes al 1960

L'equip Faema va ser un equip ciclista de ruta que va competir entre 1955 a 1962. Té els orígens amb l'antic equip italià Guerra dirigit per Learco Guerra. Dos anys després, la formació passa a tenir llicència belga. Al final de 1961 part de l'estructura s'uní al Wiel's-Flandria creant així el Flandria-Faema. La resta de l'equip es va mantenir amb el nom de Faema però ja amb llicència espanyola. Aquest projecte només va durar un any, i el 1963 ja s'havia fusionat amb el Flandria.
No s'ha de confondre amb el posterior equip també anomenat Faema.

## Principals resultats
- Volta a Suïssa: Rolf Graf (1956)
- París-Brussel·les: Rik Van Looy (1956, 1958), Léon Van Daele (1957)
- Gant-Wevelgem: Rik Van Looy (1956, 1957)
- Lieja-Bastogne-Lieja: Germain Derijcke (1957), Rik Van Looy (1961)
- Milà-Sanremo: Rik Van Looy (1958)
- París-Roubaix: Léon Van Daele (1958), Rik Van Looy (1961)
- Volta a Llevant: Hilaire Couvreur (1958), Fernando Manzaneque (1960), Salvador Botella (1961)
- París-Tours: Gilbert Desmet (1958), Rik Van Looy (1959)
- Volta a Catalunya: Salvador Botella (1959)
- Volta a Llombardia: Rik Van Looy (1959)
- Tour de Flandes: Rik Van Looy (1959)
- Fletxa Valona: Jos Hoevenaars (1959)
- París-Niça: Raymond Impanis (1960)
- Volta a Alemanya: Friedhelm Fischerkeller (1961)
- Pujada a Urkiola: Julio Jiménez (1962)
- Tour de l'Avenir: Antonio Gómez del Moral (1962)

### A les grans voltes
- Giro d'Itàlia
  - 7 participacions (1955, 1956, 1957, 1958, 1959, 1960, 1961)
  - 30 victòries d'etapa:
    - 7 el 1956: Charly Gaul (3), Miquel Poblet (4)
    - 2 el 1957: Charly Gaul (2)
    - 4 el 1958: Salvador Botella, Federico Bahamontes, Silvano Ciampi, Charly Gaul
    - 4 el 1959: Rik Van Looy (4)
    - 4 el 1960: Rik Van Looy (3), Salvador Botella
    - 8 el 1961: Rik Van Looy (3), Willy Schroeders (2), Louis Proost, Antonio Suárez, Piet van Est

  - 1 classificació finals:
    - Charly Gaul: 1956

  - 3 classificacions secundàries:
    - Gran Premi de la muntanya: Charly Gaul (1956), Rik Van Looy (1960)
    - Classificació per equips: (1961)

- Tour de França
  - 0 participacions

- Volta a Espanya
  - 4 participacions (1959,[1] 1960, 1961, 1962)
  - 14 victòries d'etapa:
    - 5 el 1959: Rik Van Looy (4), Gabriel Mas
    - 4 el 1960: Salvador Botella, Jesús Galdeano, Federico Bahamontes, Antonio Suárez
    - 4 el 1961: Jesús Galdeano, Angelino Soler, Antonio Suárez, Francisco Moreno
    - 1 el 1962: Antonio Gómez del Moral

  - 1 classificació finals:
    - Angelino Soler: 1961

  - 3 classificacions secundàries:
    - Classificació per punts: Rik Van Looy (1959), Antonio Suárez (1961)
    - Classificació per equips (1961)